# Raymond Hull
Raymond Hull (* 27. Februar 1919 in Shaftesbury, England; † 6. Juni 1985 in Vancouver, Kanada) war ein britisch-kanadischer Schriftsteller.

## Leben
Hull war im öffentlichen Dienst beschäftigt, bevor er 1947 aus England nach Vancouver in Kanada einwanderte. Seit 1949 bildete er sich acht Jahre lang in verschiedenen Schreibkursen, die er sich durch schlecht bezahlte Gelegenheitsarbeiten finanzierte. Ende der 1950er Jahre begann er Fernsehspiele zu schreiben, die er an den US-amerikanischen Sender CBS verkaufte sowie Stücke, die er an verschiedene Bühnen brachte.
Daneben leitete er Schreibkurse und veröffentlichte seit Ende der 1960er Jahre verstärkt Sachbücher, mit denen er zu den ersten Autoren von Ratgebern zur Lebenshilfe gehörte. Zu seinen bedeutendsten Werken zählt das gemeinsam mit Laurence J. Peter verfasste Buch The Peter Principle (1970) (dt. Das Peter-Prinzip) das die provokative These aufstellt, in klassischen Hierarchien steige jeder bis in den Rang auf, in dem er schließlich überfordert sei. Sein zweiter Bestseller  How To Get What You Want (1969) (dt. Alles ist erreichbar) sollte dem Leser helfen, durch klare Definition seiner Ziele, positive Autosuggestion und Umsetzung konkreter kleiner Schritte seine eigene Selbstentfaltung voranzutreiben.
Hull starb 1985 in Vancouver.

## Werke auf Deutsch
- zus. mit Laurence J. Peter: Das Peter-Prinzip oder Die Hierarchie der Unfähigen, Reinbek bei Hamburg 1972, ISBN 3-499-16793-X (Platz 1 der Spiegel-Bestsellerliste vom 22. Juni bis zum 5. Juli 1970)
- Alles ist erreichbar, Reinbek bei Hamburg 1973, ISBN 978-3499613524